# Emilie Vollmöller
Emilie Vollmöller, geborene Behr, (* 25. Januar 1852 in Balingen; † 18. April 1894 in Stuttgart) war eine frühe Vertreterin der christlichen Sozialethik und Sozialreformerin.

## Leben
Emilie Vollmöller wurde als jüngstes von fünf Kindern des Textilfabrikanten Christian Friedrich Behr in Balingen geboren und erhielt, wie für höhere Töchter damals üblich, eine Ausbildung an den besten Privatschulen in Württemberg, dem Mädchenpensionat Härle in Göppingen sowie dem Höhere-Töchter-Pensionat von Emilie Braun in Stuttgart.
Mit 21 Jahren, am 25. September 1873, heiratete sie den späteren Kommerzienrat Robert Vollmöller. In rascher Folge kamen 10 Kinder zur Welt, darunter Mathilde Vollmoeller-Purrmann, Karl Gustav Vollmoeller, Hans Robert Vollmöller und Kurt Vollmöller. Der tragische Tod ihres Sohnes Hugo Erwin (* 18. September 1879; † 24. Mai 1883) machte sie zu einer Vorkämpferin für bessere Arbeits- und Lebensbedingungen der Belegschaft der Vollmoeller AG, einer Trikotagenfabrik.
Gemeinsam mit ihrem Mann sowie unterstützt von Robert Bosch und Eduard Pfeiffer sorgte sie für damals einmalige Arbeits- und Lebensbedingungen in den eigenen Fabriken. Auf ihre Initiative hin wurde das nach ihr benannte Emilienheim als Wohn- und Freizeitanlage für unverheiratete Arbeiterinnen 1888 erbaut. Das Emilienheim war – wie der Filderhof, der noch heute als Pflegeheim existiert – 1890 für die unverheirateten männlichen Angestellten erbaut, Teil eines 1000 ha umfassenden Areals, auf dem sich neben den Fabrikgebäuden ein riesiger Park, Obstbaumplantagen, eine Arbeiterwohnsiedlung von zuletzt 150 Wohnungen für verheiratete Arbeiter sowie 25 Häuser für die leitenden Mitarbeiter befanden. Die Fabrikgebäude und das Emilienheim wurden durch Bombenangriffe im Zweiten Weltkrieg fast vollständig zerstört. Emilie Vollmöller und ihr Mann stifteten später das Areal des Vaihinger Stadtparks.
Emilie Vollmöller sorgte für einen Werksarzt, um die Gesundheit ihrer Mitarbeiter zu erhalten. Sie richtete eine Kapelle ein, um für das geistliche Wohl der Mitarbeiter zu sorgen. Gemeinsam mit ihrem Mann eröffnete sie einen Lesesaal für die Mitarbeiter. Außerdem ließ sie eine Werksküche und Kantine einrichten, in der die Mitarbeiter für 50–60 Pfennig drei reichliche, gesunde Mahlzeiten am Tag einnehmen konnten.
In und außerhalb ihrer Fabriken betrieben die Vollmöllers zwischen 1300 und 1400 Webstühle, viele davon in Heimarbeit. Sie und ihr Mann waren davon überzeugt, dass ein Unternehmen die Arbeit zu den Menschen bringen müsste, anstatt sie ihrem behüteten, dörflichen Umfeld zu entreißen, um in großstädtischen Slums zu verkommen.
Emilie Vollmöller konnte ihre junge Schwägerin, Theodora Elisabeth Vollmöller, von ihren Ideen überzeugen, was sich in deren späterem sozialen Engagement zeigte.
Trotz ihres großen, zeitaufwändigen sozialen Engagements fand Emilie Vollmöller Zeit, einen bedeutenden, angesehenen Salon zu führen, in dem sich Literaten, Schauspieler, Maler und Politiker trafen. Auch der Ausbildung ihrer Kinder widmete sie große Aufmerksamkeit. Dass sie hierin, wie in allen ihren Tätigkeiten sehr erfolgreich war, wird deutlich, da allein vier ihrer zehn Kinder sich später einen Namen machten.
Emilie Vollmöller starb am 18. April 1894 nach kurzer, schwerer Krankheit mit nur 42 Jahren in Stuttgart und wurde im Familiengrab auf dem Pragfriedhof beigesetzt.

## Ehrungen
- Emilienstraße in Stuttgart-Vaihingen[3]
- 2013: Skulptur Goldene Emilie im Vaihinger Stadtpark[2]